# Дон Гамер
Дон Гамер (енгл. Don Gummer; Луивил, 12. децембар 1946) је амерички скулптор. Године 1978. венчао се са глумицом Мерил Стрип, са којом живи и данас. Имају четворо деце.